# فرانسواز أميرة أورليان
فرانسواز أميرة أورليان (بالفرنسية: Françoise d'Orléans) (14 أغسطس 1844 - 28 أكتوبر 1925) كانت ابنة فرانسوا أورليان، أمير جوينفيل وزوجته فرانسيسكا أميرة البرازيل.